# Chittering, Western Australia
Chittering är en ort i Australien. Den ligger i kommunen Chittering och delstaten Western Australia, omkring 58 kilometer norr om delstatshuvudstaden Perth. Antalet invånare är 388.
Runt Chittering är det mycket glesbefolkat, med 2 invånare per kvadratkilometer.. Närmaste större samhälle är Lower Chittering, omkring 13 kilometer söder om Chittering. 
Trakten runt Chittering består till största delen av jordbruksmark. Genomsnittlig årsnederbörd är 763 millimeter. Den regnigaste månaden är juli, med i genomsnitt 131 mm nederbörd, och den torraste är december, med 14 mm nederbörd.